# Lexie Brown
Alexis Kiah Brown (ur. 27 października 1994 w Bostonie) – amerykańska koszykarka występująca na pozycji rozgrywającej, obecnie zawodniczka Los Angeles Sparks w WNBA.
Została pierwszą zawodniczka w historii, która uzyskała nominację dla składów All-America, na dwóch różnych uczelniach.
1 czerwca 2021 przedłużyła umowę z Chicago Sky. 18 września 2021 dołączyła do francuskiego Charnay Basket Bourgogne. 30 marca 2022 została zawodniczką Los Angeles Sparks.

## Osiągnięcia
Stan na 30 czerwca 2022, na podstawie, o ile nie zaznaczono inaczej..

### NCAA
- Uczestniczka rozgrywek:
  - NCAA Final Four (2014, 2015)
  - Sweet 16 turnieju NCAA (2014, 2015, 2018)
  - turnieju NCAA (2014, 2015, 2017, 2018)
- Mistrzyni:
  - turnieju konferencji Big 10 (2015)
  - sezonu regularnego Big 10 (2015)
- Most Outstanding Player (MOP=MVP) turnieju Big Ten (2015)
- Defensywna zawodniczka roku konferencji Atlantic Coast (ACC – 2018)
- Zaliczona do:
  - I składu:
    - Big 10 (2015)
    - ACC (2017, 2018)
    - defensywnego:
      - Big 10 (2015)
      - ACC (2017, 2018)

    - All-ACC Academic (2014, 2017, 2018)
    - turnieju:
      - ACC (2017)
      - NCAA All-Region (2014)

    - najlepszych pierwszorocznych zawodniczek ACC (2014)

  - III składu All-America (2015, 2017, 2018 przez Associated Press)
  - składu honorable mention All-America (2017 przez ESPNW, WBCA)
- Liderka ACC w przechwytach (2018)

### WNBA
- Mistrzyni WNBA (2021)

### Indywidualne
(* – nagrody przyznane przez portale eurobasket.com, latinbasket.com)
- Zaliczona do III składu ligi węgierskiej (2019)*

### Reprezentacja
- Mistrzyni Ameryki U–18 (2012)
- Zaliczona do II składu Eurobasketu U–18 (2012)*